# Dušan Špálovský
Dušan Špálovský (29. června 1923 Smržice – 1984) byl český a československý politik Československé strany socialistické a poúnorový poslanec Národního shromáždění ČSSR a Sněmovny lidu Federálního shromáždění.

## Biografie
Působil jako strojní zámečník, nástrojař a údržbář v Prostějově. Byl funkcionářem Československé strany socialistické. V roce 1971 působil v nakladatelství Melantrich jako vedoucí administrace jeho brněnské pobočky.
Po volbách roku 1960 byl zvolen za ČSS do Národního shromáždění ČSSR za Jihomoravský kraj. Mandát nabyl až dodatečně v prosinci 1962 po doplňovacích volbách poté, co zemřel dosavadní poslanec Ladislav Wait. Mandát obhájil ve volbách v roce 1964. V Národním shromáždění zasedal až do konce volebního období parlamentu v roce 1968. K roku 1962 i 1968 se uvádí profesně jako vedoucí tajemník Krajského výboru ČSS v obvodu Brno.
Po invazi vojsk Varšavské smlouvy do Československa byl ráno 21. srpna 1968 zvolen členem delegace Národního shromáždění (Dušan Špálovský, Zdeněk Fierlinger, Andrej Žiak, Josef Zedník, Alois Poledňák a Vladimír Kaigl), jejímž úkolem bylo sdělit stanovisko Národního shromáždění k okupaci velvyslanci Sovětského svazu a navázat kontakt s prezidentem republiky Ludvíkem Svobodou.
Po federalizaci Československa usedl roku 1969 do Sněmovny lidu Federálního shromáždění (volební obvod Brno 5). V parlamentu setrval do konce volebního období, tedy do voleb roku 1971.
Od roku 1973 se jistý Dušan Spálovský, narozen 1923, nalézá v evidenci zájmových osob Státní bezpečnosti.